# Zogbadjè
 (mars 2021).

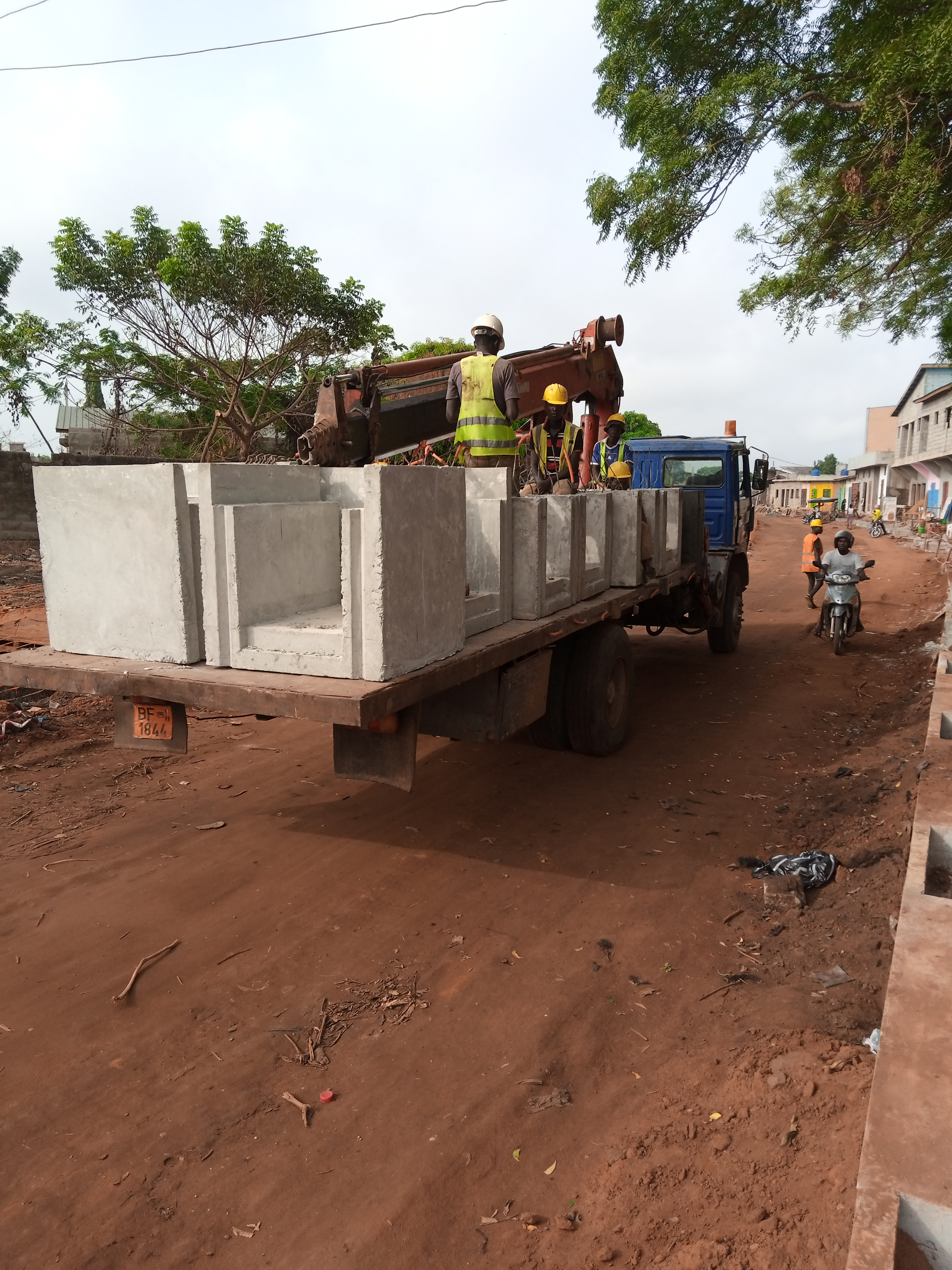
Un camion à calavi Zogbadjè

Le quartier zogbadjè ou Agori-Zogbadjè est un quartier d'Abomey-Calavi dans le département de l'Atlantique.Il est situé au centre de la ville. Aussi appelé village universitaire, zogbadjè accueille la plus grande population estudiantine parce qu'il est situé à quelques pas de la plus grande université publique  du Bénin : l'Université d'Abomey-Calavi,. Selon un rapport de février 2016 de l'Institut National de la Statistique et de l'Analyse Economique (INSAE) du Bénin intitulé Effectifs de la population des villages et quartiers de ville du Bénin, Le quartier Agori compterait 62 586 habitants en 2013.

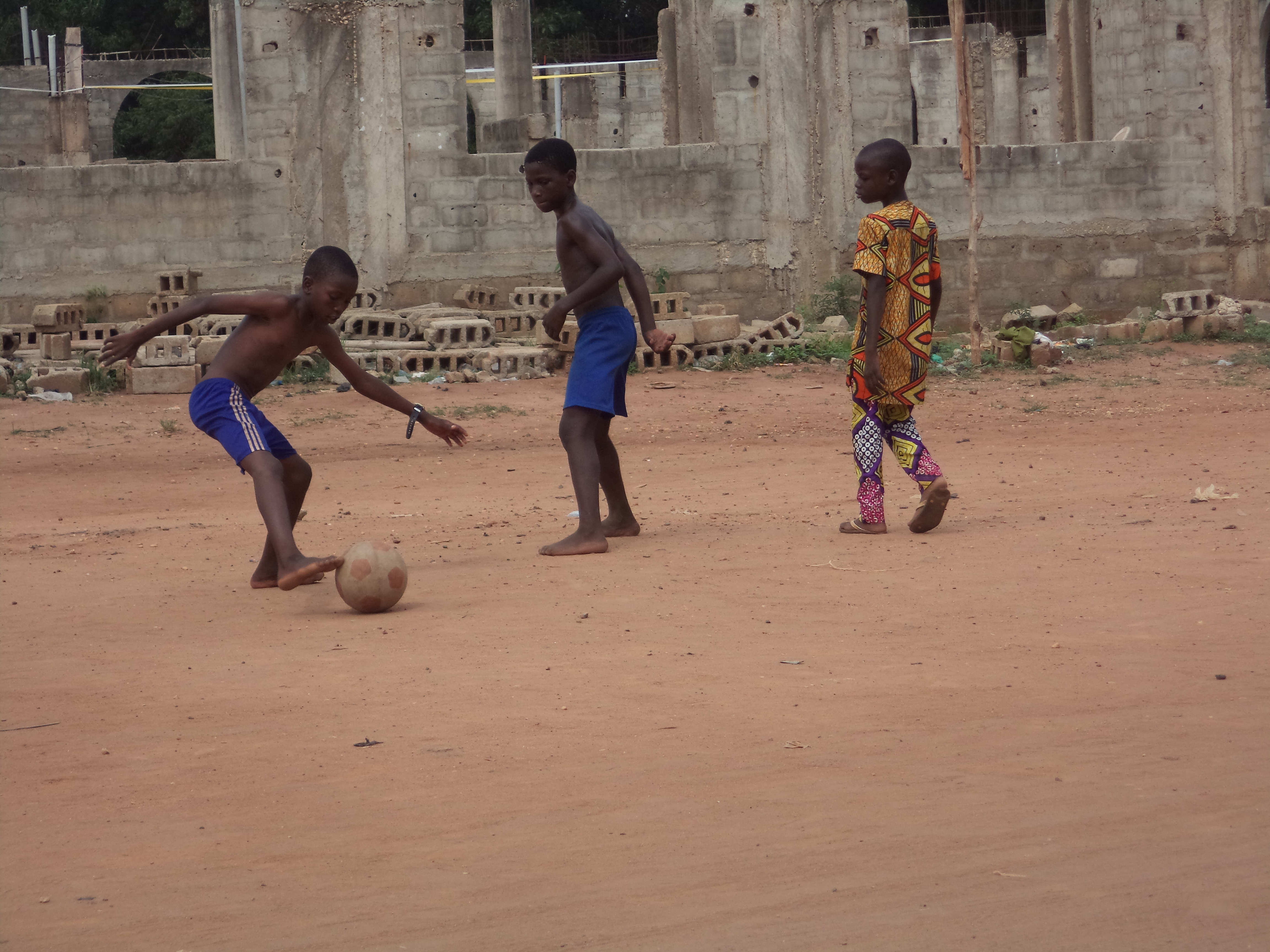
Le football dans les rues avec les enfants de zogbadjè

## Galerie

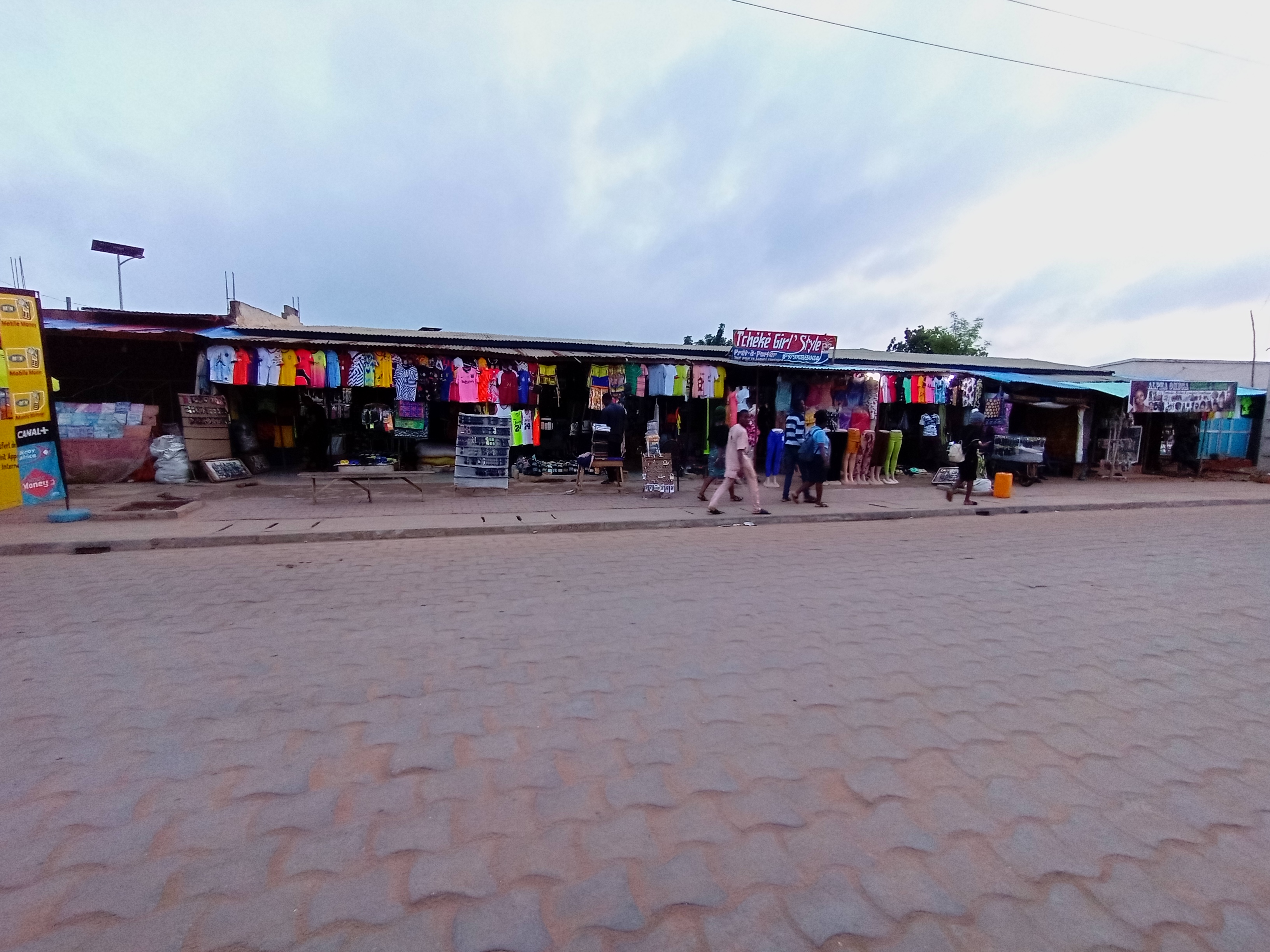
Quartier Zogbadjè, rue commerciale
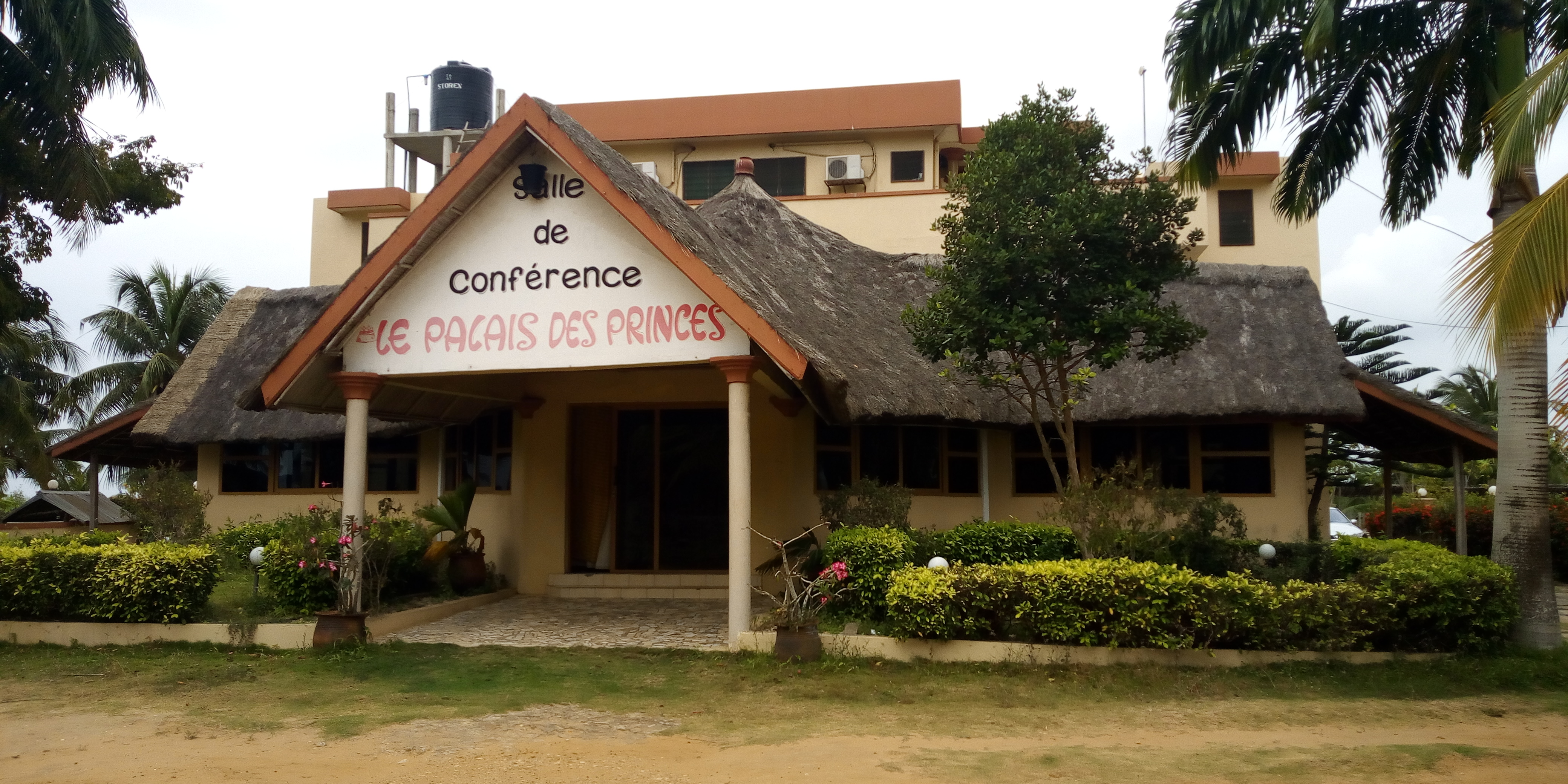
Vue de face d'un restaurant dans l'hôtel Zomatchi à Abomey-Calavi (Benin)
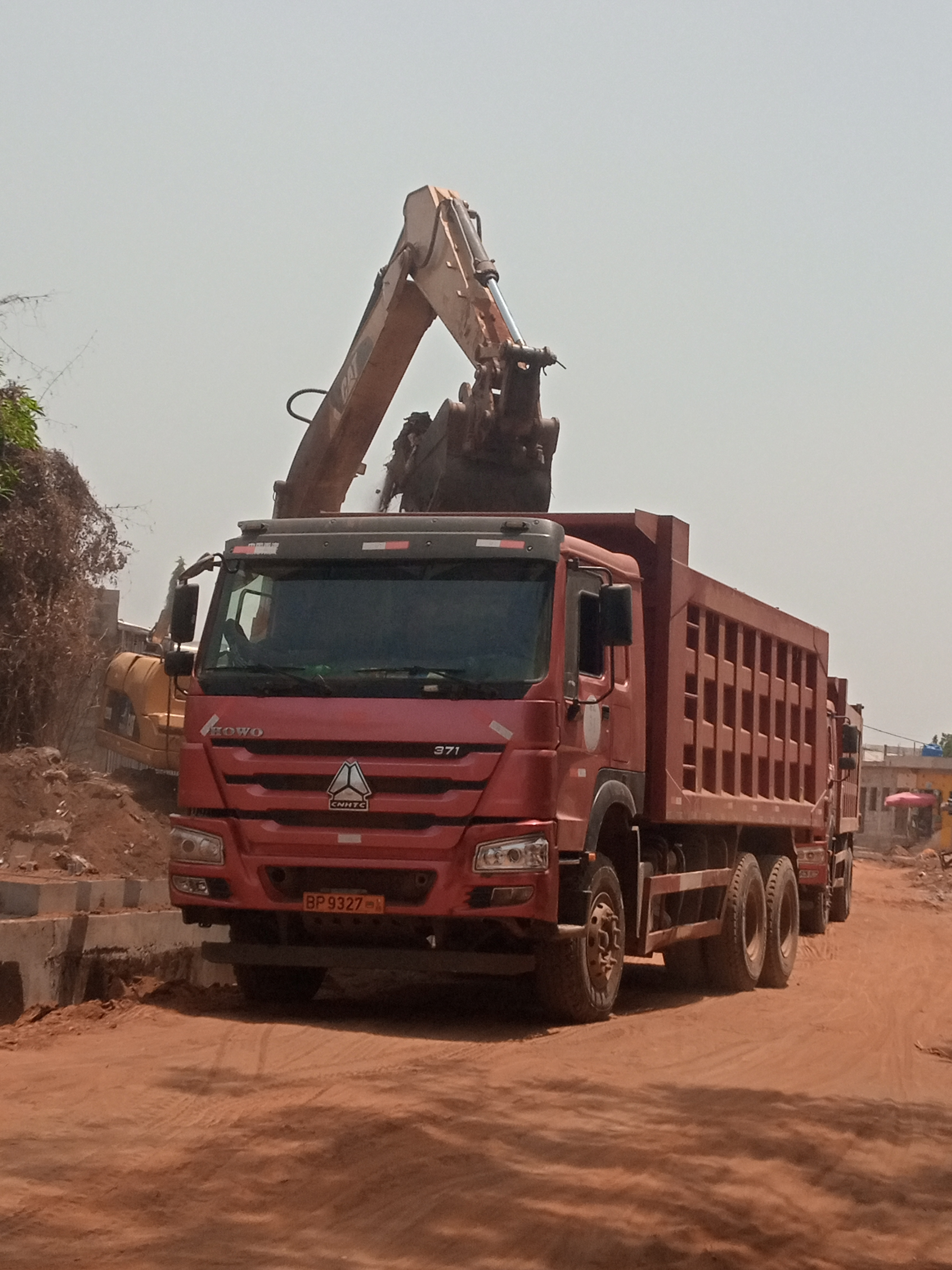
La circulation à Calavi Zogbadjè